# Too Much Monkey Business/Brown-eyed Handsome Man
Too Much Monkey Business/Brown-eyed Handsome Man è un singolo di Chuck Berry pubblicato nel 1956 dalla Chess Records.

## Descrizione
Il singolo raggiunse la posizione numero 4 della classifica di Billboard R&B Singles nel 1956.
Entrambi i brani in seguito furono inclusi nell'album After School Session del maggio 1957.

## Tracce
LATO A
1. Too Much Monkey Business – 2:54 (Chuck Berry)

LATO B
1. Brown-eyed Handsome Man – 2:15 (Chuck Berry)

## Formazione
- Chuck Berry: voce, chitarra
- Johnnie Johnson: pianoforte
- Willie Dixon: basso elettrico
- Fred Below: batteria